# 五脉毛叶槭
五脉毛叶槭（学名：Acer stachyophyllum var. pentaneurum）为槭树科槭属下的一个变种。

## 扩展阅读
- 維基物種上的相關：五脉毛叶槭